# Enzo Goudou-Sinha
Enzo Goudou-Sinha (Cahors, 26 novembre 1998) è un cestista francese.